# Бернар Куртуа
Бернар Куртуа (фр. Bernard Courtois; * 8 лютого 1777, Діжон — † 27 вересня 1838, Париж) — французький хімік. Відкрив хімічний елемент йод.
Походить із сім'ї шевця. Він почав з вивчення фармацевтики, далі працював у лабораторіях Фремі в Осері, пізніше (1798) у де Фуркруа, Тенара та Сегена. У лабораторії Сегена у 1802 році досліджував опіум і вперше знайшов морфін. Пізніше, працюючи на заводі з виробництва селітри, зауважив, що котли, в яких готувався азотнокислий кальцій (у той час — із золи морських водоростей), швидко роз'їдаються. Дослідивши більш докладно причину цього, відкрив йод у 1811 році шляхом перегонки розчинів від азотнокислого кальцію з сірчаною кислотою. Тільки у 1813 р. Жозеф-Луї Гей-Люссак та Гемфрі Деві детально вивчили цей елемент і дали йому сучасну назву. Вони назвали елемент за фарбою його парів від грец. ιώδης - iodes — фіолетовий. Єнс Якоб Берцеліус у 1814 році запропонував його хімічний символ «І».